# Gemini Man
Gemini Man és un thriller d'acció estatunidenc de 2019 dirigit per Ang Lee i escrit per David Benioff, Billy Ray, i Darren Lemke. Està protagonitzat Will Smith, Mary Elizabeth Winstead, Clive Owen, i Benedict Wong, el film segueix la història d'un assassí a sou que és perseguit per un clon més jove d'ell mateix que està a ordres del govern.
Concebut originàriament el 1997, el film ha passat per diverses fases de desenvolupament durant vint anys. El 2016 Skydance Media va comprar els seus drets de Disney, i l'octubre de 2017 Ang Lee va signar per a dirigir. La filmació va tindre lloc entre el febrer i el maig de 2018. Gemini Man es va preestrenar al Festival de Cinema de Zuric l'1 d'octubre de 2019, i després de la seua estrena l'11 d'octubre de 2019 ha arribat a recaptar 148 milions de dòlars.

## Repartiment
- Will Smith com a Henry Brogan, un assassí governamental envellit que treballa amb la Defense Intelligence Agency (DIA), i que és considerat el millor assassí de la seua generació.
  - Smith també interpreta a Jackson Brogan (nom en codi "Junior"), un clon del Henry que envien a perseguir-lo, i a "Senior", un altre clon seu que també el persegueix. Smith va ser "rejovenit digitalment" mitjançant l'ús de captura de moviments i imatges generades per ordinador.[3]
- Mary Elizabeth Winstead com a Dani Zakarweski, una veterana de la marina de guerra i una agent de la DIA que ajuda a Henry després que ella la salva de ser assassinada.
- Clive Owen com a Clayton "Clay" Varris, el director despietat del GEMINI que crea Junior per fer que Henry es "retire" i aquest clon prenga el seu lloc.
- Benedict Wong com a Baron, un antic amic de Henry que treballa com a guia turístic.
- Ralph Brown com a Del Patterson, superior de Henry a la DIA.
- Linda Emond com a Janet Lassiter, el director de la DIA.
- Theodora Miranne com a Kitty, l'estimada de Jack.
- Douglas Hodge com a Jack Willis, un antic col·lega de Henry, solda d'infanteria de la marina.
- Ilia Volok com a Yuri Kovacs, un operatiu rus que ha estat monitoritzant la història del GEMINI.
- E. J. Bonilla com a Marino, agent DIA matat per la seua associació amb Henry.
- Björn Freiberg com a Keller.